# NGC 1701
NGC 1701 је спирална галаксија у сазвежђу Длето која се налази на NGC листи објеката дубоког неба.
Деклинација објекта је - 29° 53' 1" а ректасцензија 4h 55m 51,1s. Привидна величина (магнитуда) објекта NGC 1701 износи 12,8 а фотографска магнитуда 13,6. NGC 1701 је још познат и под ознакама ESO 422-11, MCG -5-12-10, IRAS 04539-2957, PGC 16352.